# Collegium Vocale Bydgoszcz
Collegium Vocale Bydgoszcz – kwartet wokalny, działał w latach 1992–2017 pod kierunkiem Michała Zielińskiego, specjalizował się w wykonawstwie muzyki okresu średniowiecza i renesansu.

## Historia
Kwartet wokalny Collegium Vocale Bydgoszcz powstał w 1992 roku, jako jeden z etatowych zespołów Filharmonii Pomorskiej. Od 1993 roku prowadził samodzielną działalność, współpracując z lutnistami Magdaleną Tomsińską i Henrykiem Kasperczakiem oraz zespołami instrumentalnymi: Ars Nova (Jacka Urbaniaka), Trombastic, Capella Bydgostiensis, Canor Anticus i Kwartetem Pomorskim.
W okresie 1992-2017 zespół dał około 300 koncertów. Występował m.in. na festiwalach muzyki dawnej w Krakowie, Warszawie, Wrocławiu, Poznaniu, Zielonej Górze, Brzegu Dolnym, Lublinie, Katowicach, Bytomiu, Sandomierzu i Bydgoszczy oraz za granicą – w Niemczech, Danii, Szwecji, Serbii, we Włoszech i na Białorusi.

## Repertuar
cykle mszalne:
- Guillaume de Machaut – Messe de Notre Dame
- Josquin des Prés – Missa Pange lingua
- Bartłomiej Pękiel – Missa pulcherrima
- Marcin Leopolita – Missa paschalis
- Michał z Bydgoszczy – Missa super cantiones profanae

utwory religijne:
- Alfons X Mądry – Cantigas de Santa Maria
- pieśni ze zbioru El Llibre Vermell
- motety, psalmy, hymny m.in. takich kompozytorów, jak: Johannes Ockeghem, Jacob Obrecht, Josquin des Prés, Orlando di Lasso, Giovanni Pierluigi da Palestrina, Tomás Luis de Victoria, Cristobal de Morales, Francisco Guerrero, Claude Goudimel, Thomas Tallis, Wacław z Szamotuł, Mikołaj Gomółka, Cyprian Bazylik
- anonimowe kolędy i pieśni pasyjne z XVI-wiecznych kancjonałów.

pieśni świeckie:
- Piotr z Grudziądza – kanony, pieśni
- Wisław z Rugii, Adam de la Halle – pieśni i rondeaux
- renesansowe madrygały, chansons, frottole, villancicos, ayres m.in. takich kompozytorów, jak: Jacob Arcadelt, Pierre Certon, John Dowland, Juan del Encina, Juan del Espinosa, John Farmer, Mateo Flecha, Giovanni Giacomo Gastoldi, Orlando Gibbons, Clément Jannequin, Hans Leo Hassler, Orlando di Lasso, Thomas Morley, Pierre Passereau, Ludwig Senfl, Claudin de Sermisy, Thomas Weelkes

## Nagrody
- Nagroda Muzyczna „Fryderyk 2001” w kategorii „Album Roku – Muzyka Dawna” za płytę Collegium Vocale Bydgoszcz z nagraniami utworów Wacława z Szamotuł i Marcina Leopolity (DUX 0248)[1]
- Nominacja do Nagrody Muzycznej „Fryderyk 2004” (w kategorii „Album Roku – Muzyka Wokalna”) za płytę Collegium Vocale Bydgoszcz i Ars Nova z polskimi pieśniami pasyjnymi (DUX 0469)[2]
- Medal Archikonfraterni Literackiej w Bydgoszczy „za twórczy wkład w kulturę chrześcijańską” (2012).

## Nagrania

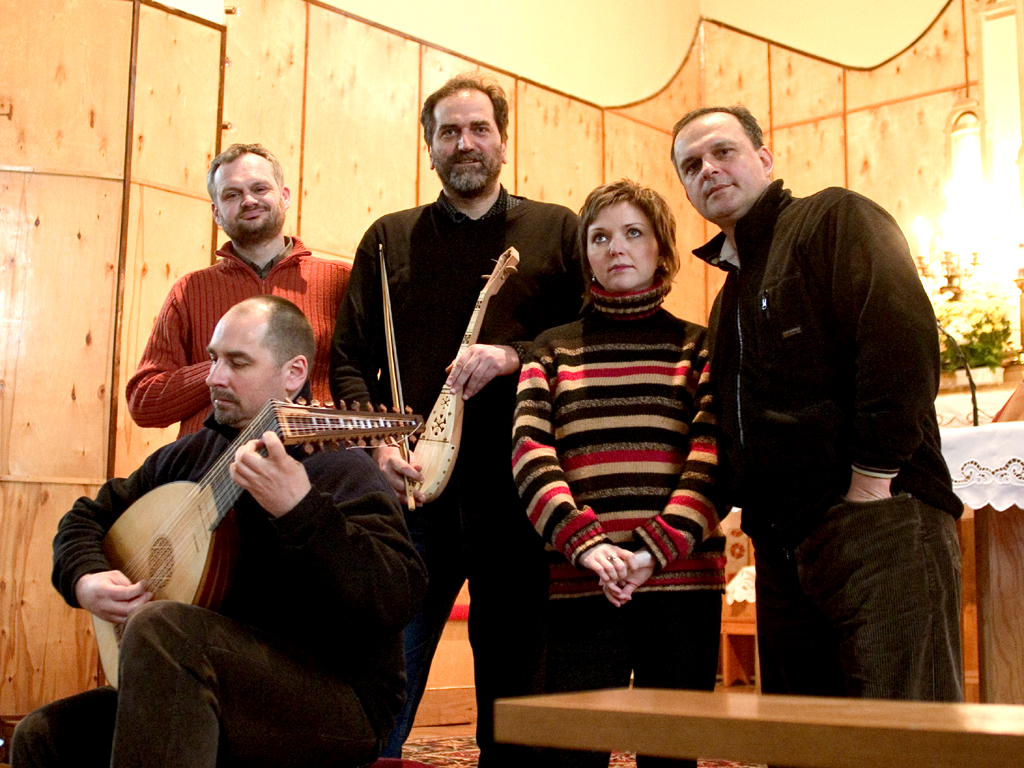
CVB podczas sesji nagraniowej do płyty „Bonjour, mon coeur”

- Wacław z Szamotuł: pieśni i motety, Marcin Leopolita: Missa paschalis (DUX 0248), 2001
- Jezusa Judasz przedał – polskie pieśni pasyjne (DUX 0469), 2004
- Bonjour, mon coeur – renesansowa liryka miłosna (CVB 001), 2006
- Impresje – aranżacje renesansowych madrygałów na kwartet wokalny i kwartet smyczkowy (CVB 002), 2007
- Światło rozjaśniło się – staropolskie kolędy (CVB 003), 2008
- Melodie na Psałterz polski – Wacław z Szamotuł, Mikołaj Gomółka, Cyprian Bazylik (CVB 004), 2010
- Chansons – pieśni kompozytorów francuskich (CVB 005), 2010
- Fine knacks for ladies – muzyka Johna Dowlanda (CVB 006), 2012
- Missa super cantiones profanae – cykl mszalny Michała z Bydgoszczy (CVB 007), 2013
- Na fraszki Jana z Czarnolasu (CVB 008), 2014
- Modlitwa – motety Wacława z Szamotuł (CVB 009), 2015
- All praise to you – tony psalmowe Thomasa Tallisa (CVB 010), 2016
- Sacrum/Profanum – dwupłytowa kompilacja najlepszych nagrań (CVB 011), 2022

- nagrania radiowe (m.in. Cantigas de Santa Maria wspólnie z zespołem Ars Nova Jacka Urbaniaka, madrygały i chansons wspólnie z lutnistą Henrykiem Kasperczakiem)
- nagrania telewizyjne (m.in. program Kolędy w Chomiąży Szlacheckiej dla Telewizji Bydgoskiej, program Jezusa Judasz przedał dla Telewizji Wrocławskiej, program Anioł pasterzom mówił dla Telewizji Bydgoskiej, program Gloria in excelsis Deo! dla Telewizji Bydgoskiej)